# 安德站 (日本)
安德站（日语：／ Antoku eki */?）是位於長崎縣島原市北安德町，島原鐵道島原鐵道線的已停用車站。

## 歷史
- 1922年（大正11年）4月22日 - 口之津鐵道安中村站（日语：／）啟用[1]。
- 1943年（昭和18年）7月1日 - 公司合併，成為島原鐵道車站。
- 1960年（昭和35年）
  - 7月5日 - 撤走列車交會設備。
  - 11月5日 - 車站改名為安德站。
- 1986年（昭和61年）7月 - 新建車站大樓[2]
- 1993年（平成5年）4月28日 - 暫停營業[3]。
- 1997年（平成9年）4月1日 - 車站向北遷移約100米並恢復營業[3]。
- 2008年（平成20年）4月1日 - 隨著島原外港站至加津佐站之間廢止，此站也永久停用。

## 車站構造
此站是高架車站，設有1面1線的單式月台。月台位於路軌西北邊。在1997年（平成9年）4月因天災使路線復修後，此站從地面提升至高架。
此站車站出入口只有梯級。此站沒有車站大樓，月台上設有候車室。此站是無人車站。

## 車站周邊
車站北邊和南邊設有住宅。西邊大半部都是農田。在月台下設有小河川流過。
從此站向瀨野深江一方出發，列車會經安新大橋越過水無川，在月台上可望見該橋。
- 島原市立第三中學
- 島原汽車學校
- 島原市立第五小學（日语：島原市立第五小学校）
- 真光寺
- 國道57號（日语：国道57号）
- 國道251號（日语：国道251号）
- 島原復興競技場（日语：島原復興アリーナ）
- 雲仙岳災害紀念館

## 使用狀況
在此站最後的一個營業年度（2007年度），一年總乘車人次為10,932人，下車人次為13,271人。
以下為一年總乘車人次和下車人次變化。
| 年度               | 一年總 乘車人次 | 一年總 下車人次 |
| ------------------ | --------------- | --------------- |
| 1997年（平成09年） | 11,826          | 14,002          |
| 1998年（平成10年） | 8,752           | 11,891          |
| 1999年（平成11年） | 9,577           | 11,287          |
| 2000年（平成12年） | 10,170          | 12,229          |
| 2001年（平成13年） | 9,936           | 11,090          |
| 2002年（平成14年） | 10,544          | 11,760          |
| 2003年（平成15年） | 10,184          | 11,237          |
| 2004年（平成16年） | 8,722           | 10,037          |
| 2005年（平成17年） | 10,081          | 11,444          |
| 2006年（平成18年） | 11,488          | 13,254          |
| 2007年（平成19年） | 10,932          | 13,271          |

## 現狀
在廢線後，車站與安新大橋仍然存在。在附近的國道251號可望向該大橋。但是，車站入口被繩圍封，因此不能進入至車站內。

## 相鄰車站
島原鐵道
島原鐵道線
秩父浦－安德－瀨野深江

## 注腳
1. ↑  「地方鉄道運輸開始」『官報』1922年4月26日（國立國會圖書館數碼化收藏）
2. ↑  《島原鐵道100年史》島原鐵道，2008年，141頁
3. 1 2  . 鐵道雜誌 (鐵道雜誌社). 1997-08, 31 (8): 71–77 （日语）.
4. ↑  第56版（平成21年）長崎統計年鑑 （页面存档备份，存于）（日語） - 長崎縣
5. ↑  長崎縣統計年鑑  （页面存档备份，存于）（日語）

## 外部連結
- 國土地理院地圖參閲服務 （页面存档备份，存于） - 安德站周邊的1/25000地形圖 （页面存档备份，存于）（日語）